# Suddenly I See
Suddenly I See è un singolo della cantante britannica KT Tunstall, pubblicato il 29 agosto 2005 come terzo estratto dal primo album in studio Eye to the Telescope.

## Video musicale
Esistono tre versioni del videoclip: una per il Regno Unito, una per gli Stati Uniti, e un videoclip animato.
La versione britannica, diretta da Big TV!, è una performance semplice in cui KT Tunstall e il suo gruppo suonano di fronte a un altro set di KT Tunstall con il suo gruppo.
La versione statunitense, diretta da Patrick Daughters, mostra KT Tunstall in diverse situazioni che comportano un circo in Romania. Girato a Bucarest, il video è stato prodotto da Black Dog Films. Questa versione è andata in onda per un breve periodo negli Stati Uniti ed è apparentemente stato sostituito nelle rotazioni della versione animata.
La versione animata, diretta da Honey (cioè, il team di marito e moglie, regia di Laura Kelly e Nicholas Brooks), mostra KT che gira in un mondo animato fantastico, e si impegna in attività come camminare su chitarre giganti, andare a cavallo, guidare treni in miniatura e andare alla deriva nello spazio.

## Critica
La stessa canzone è un tributo al "potere femminile", ispirata alla musicista/cantautrice Patti Smith.
La canzone è stata descritta come dotata di "Ritmo chugging" con una "Chitarra-basso concentrata", "Irresistibile", e con una "Produzione chiara". Anche se il vero accento potrebbe essere sulla sua "Voce libera", "È nella grinta... che KT incentra veramente l'attenzione.". Stilisticamente, è stato descritto come un "Pop-country-blues ibrido".

## Altri media
Nell'estate del 2006, Suddenly I See è diventato popolare negli Stati Uniti dopo essere stato utilizzato all'inizio del film Il diavolo veste Prada, con Meryl Streep e Anne Hathaway. La canzone compare anche alla fine del film Appuntamento al buio, uscito nello stesso anno, interpretato da Chris Pine (sostituita, nella versione italiana, dalla canzone Splendida degli Sugarfree). È stata la sigla delle prime tre edizioni di Detto fatto ed è stata anche la musica d'addio per le concorrenti femminili eliminate dal programma televisivo So You Think You Can Dance, viene usato nel finale di stagione dello show di MTV, The Hills e al termine di un episodio della seconda stagione di Ghost Whisperer e al termine del primo episodio di Ugly Betty. Appare anche come traccia nel gioco LEGO Rock Band. Essa appare anche come la musica di sottofondo nella pubblicità italiana del Nestea e di Calzedonia, del 2020. Fa parte inoltre della colonna sonora del film italiano Immaturi - Il viaggio (2012).

## Tracce
Nel Regno Unito, il brano è stato pubblicato in tre formati per la versione singolo. Negli Stati Uniti, è stato distribuito solo per radio.
7 REL21
1. Suddenly I See (versione singolo)
2. Moment of Madness (live)

CD RELCD21
1. Suddenly I See (versione singolo)
2. Girl & the Ghost

DVD RELDVD21
1. Suddenly I See (video)
2. Miniature Disasters (live at Glastonbury video)
3. Get Ur Freak On (BBC Radio 1 Live Lounge)

Europa CD
1. Suddenly I See (versione singolo)
2. Girl & the Ghost
3. Momento of Madness
4. Get Ur Freak On (BBC Radio 1 Live Lounge)

Australia CD
1. Suddenly I See (versione singolo)
2. Other Side of the World (versione singolo)
3. Black Horse and The Cherry Tree (versione singolo)
4. Get Ur Freak On (BBC Radio 1 Live Lounge)

iTunes Singoli
1. Suddenly I See (versione singolo)
2. Suddenly I See (live at Webster Hall)

Promo CD
1. Suddenly I See (versione radio) – 3:11
2. Suddenly I See (strumentale) – 3:11

## Classifiche
| Classifica (2005-06) | Posizione massima |
| -------------------- | ----------------- |
| Australia            | 6                 |
| Austria              | 48                |
| Belgio (Fiandre)     | 39                |
| Brasile              | 14                |
| Canada               | 39                |
| Finlandia            | 19                |
| Francia              | 66                |
| Germania             | 89                |
| Irlanda              | 25                |
| Italia               | 36                |
| Nuova Zelanda        | 5                 |
| Paesi Bassi          | 80                |
| Portogallo           | 28                |
| Regno Unito          | 12                |
| Russia               | 87                |
| Svizzera             | 46                |